# 지누 자구 자파롤리
지누 자구 자파롤리(포르투갈어: Dino Zago Zaparolli, 1968년 10월 8일 ~ )는 디노(포르투갈어: Dino)라는 이름으로 알려진 브라질의 축구 코치이다.